# Spilosoma jacksoni
Radiarctia jacksoni là một loài bướm đêm thuộc phân họ Arctiinae, họ Erebidae.